# Episodi di Jams (terza stagione)
La terza stagione di Jams è stata trasmessa dal 19 ottobre al 13 novembre 2020 sul canale Rai Gulp. Le prime cinque puntate sono state rese disponibili in anteprima su RaiPlay dal 16 ottobre 2020.
| nº | Titolo               | Prima TV         |
| -- | -------------------- | ---------------- |
| 1  | Episodio uno         | 19 ottobre 2020  |
| 2  | Episodio due         | 20 ottobre 2020  |
| 3  | Episodio tre         | 21 ottobre 2020  |
| 4  | Episodio quattro     | 22 ottobre 2020  |
| 5  | Episodio cinque      | 23 ottobre 2020  |
| 6  | Episodio sei         | 26 ottobre 2020  |
| 7  | Episodio sette       | 27 ottobre 2020  |
| 8  | Episodio otto        | 28 ottobre 2020  |
| 9  | Episodio nove        | 29 ottobre 2020  |
| 10 | Episodio dieci       | 30 ottobre 2020  |
| 11 | Episodio undici      | 2 novembre 2020  |
| 12 | Episodio dodici      | 3 novembre 2020  |
| 13 | Episodio tredici     | 4 novembre 2020  |
| 14 | Episodio quattordici | 5 novembre 2020  |
| 15 | Episodio quindici    | 6 novembre 2020  |
| 16 | Episodio sedici      | 9 novembre 2020  |
| 17 | Episodio diciassette | 10 novembre 2020 |
| 18 | Episodio diciotto    | 11 novembre 2020 |
| 19 | Episodio diciannove  | 12 novembre 2020 |
| 20 | Episodio venti       | 13 novembre 2020 |